# Kartaczownica Bira
Kartaczownica Bira – XIX-wieczna kartaczownica zaprojektowana w Nepalu przez generała Gehendra Rana. Broń działała na podobnej zasadzie jak kartaczownica Gardnera. Jej nazwa wywodzi się od nazwiska ówczesnego władcy Nepalu – Prithviego Bira Bikrama Shaha Deva. Był to ostatni typ kartaczownicy produkowany na świecie.

## Tło historyczne
W XIX wieku Nepal i Wielką Brytanią łączyły silne więzy handlowe. Według umowy pomiędzy rządami tych krajów, Wielka Brytania mogła sprzedawać swoje towary w Nepalu i Tybecie oraz rekrutować Gurkhów do British Indian Army, w zamian Nepal zaopatrywany był przez Wielką Brytanię w broń i amunicję. Jedyną bronią, na której sprzedaż nie zgodził się rząd brytyjski były kartaczownice. Obawiano się między innymi, że zaopatrzenie Nepalu w tak nowoczesną wówczas broń będzie mogło naruszyć bilans sił i zagrozić brytyjskiej dominacji w Indiach.
W takich okolicznościach około 1896–97 zapadła decyzja zaprojektowania rodzimej, nepalskiej kartaczownicy. Z powodu braku doświadczenia w projektowaniu tego typu, skomplikowanych konstrukcji, broń nie została zaprojektowana od nowa, ale powstała na bazie istniejącej już amerykańskiej kartaczownicy Gardnera.

## Opis broni
Podobnie jak kartaczownica Gardnera, kartaczownica Bira miała także dwie lufy, ale nie była ona otoczona chłodnicami jak w przypadku amerykańskiej broni. Zmieniono także kaliber luf aby wykorzystać duże zapasy nabojów .577/450 Martini-Henry (średnica pocisku 11,6 mm). Nad lufami znajdował się cylindryczny magazynek ze 120 nabojami. Interesującą różnicą była zmiana kierunku ruchu korby ze zgodnego z kierunkiem ruchu zegara, na przeciwny. Według projektanta, generała Rana, obsługujący kartaczownicę miał „ciągnąć”, a nie „pchać” korbę co miało być według niego bardziej naturalnym ruchem, powodującym mniejsze zmęczenie.
W Nepalu nie istniały żadne nowoczesne fabryki broni i wszystkie kartaczownice zostały wykonane ręcznie, nawet ich magazynki nie mogły być wymieniane pomiędzy kartaczownicami, dany magazynek mógł być używany tylko przez konkretną kartaczownicę, dla której został zbudowany. Kartaczownice były wykonane głównie z żelaza i stali, niektóre części wykonane były z brązu. Koła zrobione były z teczyny.
Wyprodukowano około 50 kartaczownic tego typu, w momencie ich wejścia do służby były one już bronią przestarzałą (do użycia na świecie weszły nowoczesne karabiny maszynowe Maxima) i nie zostały nigdy użyte bojowo. W latach 70. zostały sprzedane prywatnym kolekcjonerom.